# زاوية مركزية

الزاوية AOB هي زاوية مركزية

الزاوية المركزية هي الزاوية التي يكون رأسها واقعاً على مركز الدائرة وهذا هو السبب في تسميتها بالزاوية المركزيّة، وضلعاها نصفي قطرين يمران بنقطتين على محيط الدائرة بحيث تحصر قوساً بين هاتين النقطتين ذا زاوية تساوي قياس الزاوية المركزية نفسها. ويكون قياسها ضعف قياس الزاوية المحيطية التي تحصر معها نفس القوس.
على الكرة أو السطح الناقص تكون الزاوية المركزية مطابقة للدائرة العظمى.